# Mary Zsuzsi
Mary Zsuzsi (Szeged, 1947. október 13. – Budapest, 2011. december 25.) magyar énekesnő. Az 1968-as Táncdalfesztivál fődíjas és közönségdíjas győztese.

## Életpályája
Miután szülővárosában, Szegeden, a Ságvári Gimnáziumban kitűnőre érettségizett, a fővárosba utazott, hogy álmait valóra válthassa. Budára, egy Hattyú utcai albérletbe költözött és beugró énekesként az ekkor már igen népszerű Atlantisszal kezdett koncertezni. 1965-ben lett közismert, amikor elénekelte Bacsó Péter Szerelmes biciklisták című filmjének betétdalát, a Te szeress legalább címűt. (Ugyanekkor Mikes Éva előadásában is ismertté vált ez a szám.) 
Az igazi sikert azonban 1968-ban a III. táncdalfesztivál hozta el számára, későbbi férje, Dobos Attila ekkor szerezte számára a Mama című slágert – Szenes Iván zseniális szövegével –, amely megosztott első díjat kapott, illetve elnyerte a közönség fődíját is. Érdekesség, hogy akkoriban a tévénézők az otthonaikban lévő villany fel- és lekapcsolásával szavaztak, miközben a villamoserőművek mérték és jelentették az eltéréseket. 
Ezen győzelme alapján jutott ki a keleti blokk országai számára, Szocsiban megrendezett Táncdalfesztiválra. Itt a Mama harmadik helyezést ért el, az első helyezett számot – melyet a szovjet táncdalénekesnő, Edyta Piecha adott elő – aztán Mary Zsuzsi itthon magyarul énekelte, amivel szintén sikert aratott Az A trombitás című szám. Sikerei csúcsán, a hatvanas évek végén váratlanul disszidált. A sztárokat megillető életét hátrahagyva, első lányával terhesen követte férjét, aki Nyugat-Németországban akart új életet kezdeni, és csak az 1990-es évek végén tért vissza Magyarországra.

### 30 év után újra itthon
Első nagylemezét Payer András írta és adta ki a Hungaroton segítségével 1991-ben, ekkor még Németországban élt, és az album aranylemez lett. Miután 1999-ben hazaköltözött, szinte azonnal elragadta a népszerű táncdalénekesek aktívan koncertező és show-műsorokkal teli élete. Hétről hétre turnézott, népszerű tévéműsorokban és zenés vetélkedőkön lépett fel. 2001-ben nagy sikerrel játszotta Marlene Dietrich szerepét az Edith és Marlene c. zenés színdarabban, valamint a Hyppolit, a lakájban, a pesti Ruttkai Éva Színházban. 2002-ben magánkiadásban másokkal közreműködve megjelentette és a boltokban sikerlistákra juttatta második nagylemezét, nagyrészt olyan Szenes Iván által írt dalokkal, melyeket a koncertjein csakis és kizárólag élőben énekelt. Hatalmas sikert aratott a TV2 országos kereskedelmi adó Dalnokok ligája című műsorában, ahol hétről hétre változó, számára addig idegen műfajokban adott elő dalokat. 2005-ben jelent meg harmadik nagylemeze. Ebben az évben Kanadában egy sikeres koncertkörútja is volt Ontario több városában. Az országos magazinok és a kereskedelmi csatornák állandó sztárja volt, miközben megfordult Magyarország majdnem minden szegletében.

## Magánélete
Hat gyermek édesanyja, egyik babáját szülés után elveszítette. Első férje Dobos Attila zeneszerző, szövegíró, második férje Klapka György volt. Két felnőtt gyermeke, Nicole és Christian Németországban maradt, míg az akkor tíz- és tizenkét éves Sandy és Dennis követték édesanyjukat Magyarországra, akiket Zsuzsi nevelt a volt férje Normafa úti telkén lévő, irodából átalakított ingatlanában. Dobos Attilától született lánya, Angéla korábban is Magyarországon élt.

### Újrakezdés
Hazatérése után 1999-ben rögtön az újságok és a média látókörébe került. Számtalan cikk és riport jelent meg az akkor már 50 év feletti, de rendkívül csinos és kivételes kisugárzású művésznőről. Egy évre rá, hogy Magyarországra költözött Düsseldorfból, szerelmes lett a nála 24 évvel fiatalabb Kelemen Szabolcsba, és viszonyuk öt éven át tartott. Kapcsolatuk sokakat kíváncsivá tett, és a bulvárlapok is gyakran foglalkoztak a témával. 

Talán ennek is következményeként korábbi férje, a tehetős vállalkozó Klapka György megvonta a gyerektartás folyosítását, amiért Zsuzsi kénytelen volt beperelni őt. A per folyamán Klapka nem jelent meg és továbbra is semmibe vette a törvényi kötelezettségeit amelynek az lett a vége, hogy a gyerekek az apjukhoz költöztek, ami voltaképp a telek egyik végéből a másikba vonulást jelentette. A közös ingatlanon élő gyerekeivel továbbra is naponta találkozott, folyamatosan koncertezett, reklámokban és műsorokban szerepelt. A Klapka által kreált rágalmak és lejárató cikkek azután jelentek meg gyakrabban, hogy Zsuzsi kapcsolata Szabolccsal a kanadai turnéja után 2005-ben befejeződött. Egyre inkább kiszolgáltatottabb lett volt férjének, akivel továbbra is egy telken élt, és aki mellesleg közel 30 évnyi házasság és négy közös gyerek után sem havi járandóságot nem fizetett, sem pedig vagyont nem osztott meg vele válásukkor. Mary Zsuzsi közismert békés, nagylelkű személyisége ellenkezett a nyilvános vitákkal és sértésekre való reagálásokkal, így sok valótlanság jelent meg róla az öngyilkosságáig tartó időszakban. Biszexualitás iránti érdeklődését nyíltan vállalta. Rendkívül kulturált, nyiltan őszinte, toleráns személyiség volt. Ezt a képet némileg árnyalja Dennis fia egy 2020 októberében adott interjúban, ahol elmondja, hogy anyja nem a gyermekei szükségletei szerint nevelte őket, a meleg családi légkör kialakítása nem sikerül neki. Később a gyermekei az alkoholizmusa miatt is szenvedtek, egy időben nem is tartották vele a kapcsolatot.

## Halála
2011. december 24-én budapesti, XII. kerületi családi házában lett öngyilkos, holttestére másnap, december 25-én találtak rá. Az öngyilkosság tényét második férje, Klapka György is megerősítette.
A karácsonyi családi vacsorát követően italt fogyasztott és gyógyszereket vett be. Este még beszélt telefonon Nürnbergben élő húgával, Ágival, akinek elmondta mindezt. A telefonhívás után húga kétségbeesve telefonált az azonos telken élő Klapkának, aki az élettársát felküldte a garázs alatt berendezett lakáshoz, ahol Zsuzsi élt. Az asszony elmondása szerint Mary Zsuzsit hallotta az ajtón keresztül a bevett gyógyszerek és alkohol hatására horkolni, így távozott, anélkül hogy bement volna vagy mentőt hívott volna hozzá. Másnap reggel Klapka György egyik sofőrje nyitott be a lakásba az addigra elhunyt énekesnő hogyléte felől érdeklődni.

## Díjai
- 1968 – Első díj és Előadói díj – III. Táncdalfesztivál
- 2010 – Magyar Toleranciadíj

## Szólólemezek
| Év   | Album                                      | Legmagasabb helyezés                   | Lemezkiadó Producer Hangfelvétel                                 |
| Év   | Album                                      | MAHASZ Top 40 album- és válogatáslemez | Lemezkiadó Producer Hangfelvétel                                 |
| ---- | ------------------------------------------ | -------------------------------------- | ---------------------------------------------------------------- |
| 1991 | Ez itt az utolsó tangó - Megjelenés: 1991. | –                                      | HUNGAROTON Payer András                                          |
| 2003 | Premier M - Megjelenés: 2003.              | –                                      | Inter@v/Mary Zsuzsi Bt. Kelemen Szabolcs Kaszás Péter K.P.stúdió |
| 2005 | Sodor a szél - Megjelenés: 2005.           | –                                      | Trimedio Tom-Tom stúdió                                          |

## Dalai és az általa előadott dalok
| - Mama Szenes Iván - Te vagy az oda-ideálom - Kövek a vízparton - A trombitás - Se veled se nélküled - Piros pezsgő - Nyári zápor - A cseresznyeárus lány dala - Addig élj, míg a szerelem él - Ugye, jön még valami szép - Almát eszem Payer András | - Mit mondjak - Csúnya fiú - Te szeress legalább - Gondolj reám - A bánatomat nem mondhatom el - Halálkanyar - Bumm benge beng (Lulu) - Oh, csak annyit mondj, hogy szeress - Rió - Ez itt az utolsó tangó - Hé, taxi! | - Felmegyek hozzád - Alfa Romeo - Ha egyszer sírnék - Csak a szerelem - Nem állok utadba többé - Magamban hordozlak téged - Állj most elém - Könnyek nélkül - Nem fogok szomorkodni érted - Ki figyel oda - Szerelem nélkül élni nem tudok - Elszálltak az évek |

2012 februárjában jelent volna meg Mary Zsuzsi utolsó lemeze, melyen halála előtt dolgozott. A CD-n első helyen szerepelt volna az azóta kiszivárgott dal, az Elszálltak az évek, amely Mary Zsuzsi utoljára felvett dala. A lemezt Zsuzsi egyik jó barátja, Sihell Ferenc tökéletesítette volna, ám a lemez 2017-ig nemhogy nem jelent meg, de Sihell nem is dolgozott rajta. Egyesek szerint azért, mert nem tett ki egy CD-nyit a dalok mennyisége.

### Koncertjeiről
Mary Zsuzsi műsora ötvözte a slágereket az új számokkal. Minden korosztály egyaránt élvezte előadásait a színpadon nyújtott közvetlensége, vidámsága és előadói stílusa miatt. Pörgős, lendületes számai a fiatal nemzedéket is megszólították, az Almát eszem technós feldolgozása nagyon népszerű a fiatalok körében is, amit a több százezer YouTube letöltés bizonyít. Koncertfellépései tomboló sikert arattak országszerte. A heti 3-4 műsorát hihetetlen energetikusan, előadásait végig táncolva adta elő. Jótékonysági rendezvényeken is részt vett, és bárminemű ellenszolgáltatás nélkül lépett fel.

### Megjelent kislemezek
- Illés, Mary Zsuzsi – Táskarádió / Te szeress legalább (7", single) 1965
- Aradszky László, Mary Zsuzsi, Jobba Gabi – Ma Más A Világ / Csakis Nekem (7", Single)	Qualiton	1967
- Mary Zsuzsi, Koós János – Utazni Jó / Mexico (7", Single)	Qualiton	1968
- Dobos Attila, Mary Zsuzsi – Halálkanyar / A Bánatomat Nem Mondhatom El (7", Single)	Qualiton 1968
- Mary Zsuzsi / Dobos Attila, Mary Zsuzsi – A trombitás / Mit Mondjak? (7", Single, Mono)	Qualiton 1968
- Mary Zsuzsi / Tárkányi Tamara – Mama / Álmaimból Ne Űzz Tréfát (7", Single, Mono)	Qualiton 1968
- Dobos Attila, Mary Zsuzsi – Nyári Zápor / Szeretem Az Embereket (7", Single, Mono)	Qualiton 1968
- Aradszky László, Dobos Attila, Kovács Kati, Mary Zsuzsi, Németh József – „Autós Táncdal” Pályázat (7", EP)	Qualiton	1968
- Mary Zsuzsi, Dobos Attila – A Cseresznyeárus Lány / Nem Baj Picim (7", Single)	Qualiton	1969
- Mary Zsuzsi – 	Bum; beng e beng / Ritkán tévedek (Moorhouse, Tardos Péter) (7", Single) Qualiton 1969
- Késmárky Marika, Mary Zsuzsi – Nem Bánom, Hogyha Szenvedek / Szomorú Diadal (7", Single)	Qualiton	1970

### Válogatásalbumok
- Legendák 3.: A hatvanas évek No.1 – 1993
- Legendák 13.: A 70-es évek kislemez slágerei No.1 – 2000
- Dalnokok ligája 1. TV2 produkció – 2003
- A Táncdalfesztivál 10 nagy slágere! 1. – 2013